# Stefan Leko

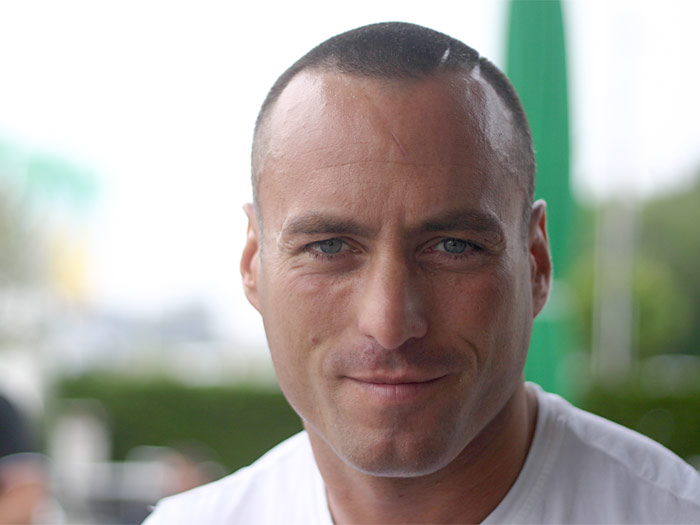
Stefan Leko

Stefan Leko (* 23. Juni 1974) ist ein deutsch-kroatischer K1-Kämpfer, aufgewachsen in Krefeld-Uerdingen.

## Leben und Karriere
Leko wurde von Klaus Waschkewitz mit 17 Jahren entdeckt und aufgebaut. Er machte aus ihm den ersten deutschen K-1-Kämpfer, mehrere Welttitel und drei K1-Grand-Prix-Siege holte Leko unter seiner Leitung. Sein Spitzname lautet „Blitz“ und er gehört heute nach seiner Trennung vom Masters Gym aus Duisburg dem niederländischen Kampfstall Golden Glory an. Neben seiner Karriere im K-1 betreibt Stefan Leko ein Gym in Duisburg. Er ist 187 cm groß und wiegt 98 kg. 
Bis 2007 bestritt er 44 Kämpfe, von denen er 29 für sich entscheiden konnte. 18 Siege errang er durch K. o. und weitere elf nach Punkten. Verloren hat er 14 Kämpfe, fünf durch K. o. und neun nach Punkten. In seiner bisherigen Laufbahn gab es noch kein Unentschieden, dafür aber einen Kampf ohne Wertung. 
Beim K-1 World Grand Prix Final 2006 schied er im ersten Kampf gegen Remy Bonjasky nach Punkten (30-28, 30-28, 30-28) aus.
Seit 2011 ist Tom Trautsch sein Coach und Manager.
Am 18. März 2012 wurde Leko durch einen Knockout WKA-Thaibox-Weltmeister im Superschwergewicht (über 95 kg).

## Titel
- IKBF Vollkontakt Weltmeister 1996
- IKBF Kickbox Meister 1997
- WMTA Muay Thai Weltmeister 1997
- IKBO Thaibox Weltmeister 2000
- K-1 Fight Night 4 Champion
- K-1 Dreams 1999 Champion
- K-1 World Grand Prix 2001 in Las Vegas Champion
- K-1 World Grand Prix 2006 in Las Vegas II Champion
- WKA-Thaibox-Weltmeister im Superschwergewicht 2012